# 埼玉県道403号獨協大学前停車場線

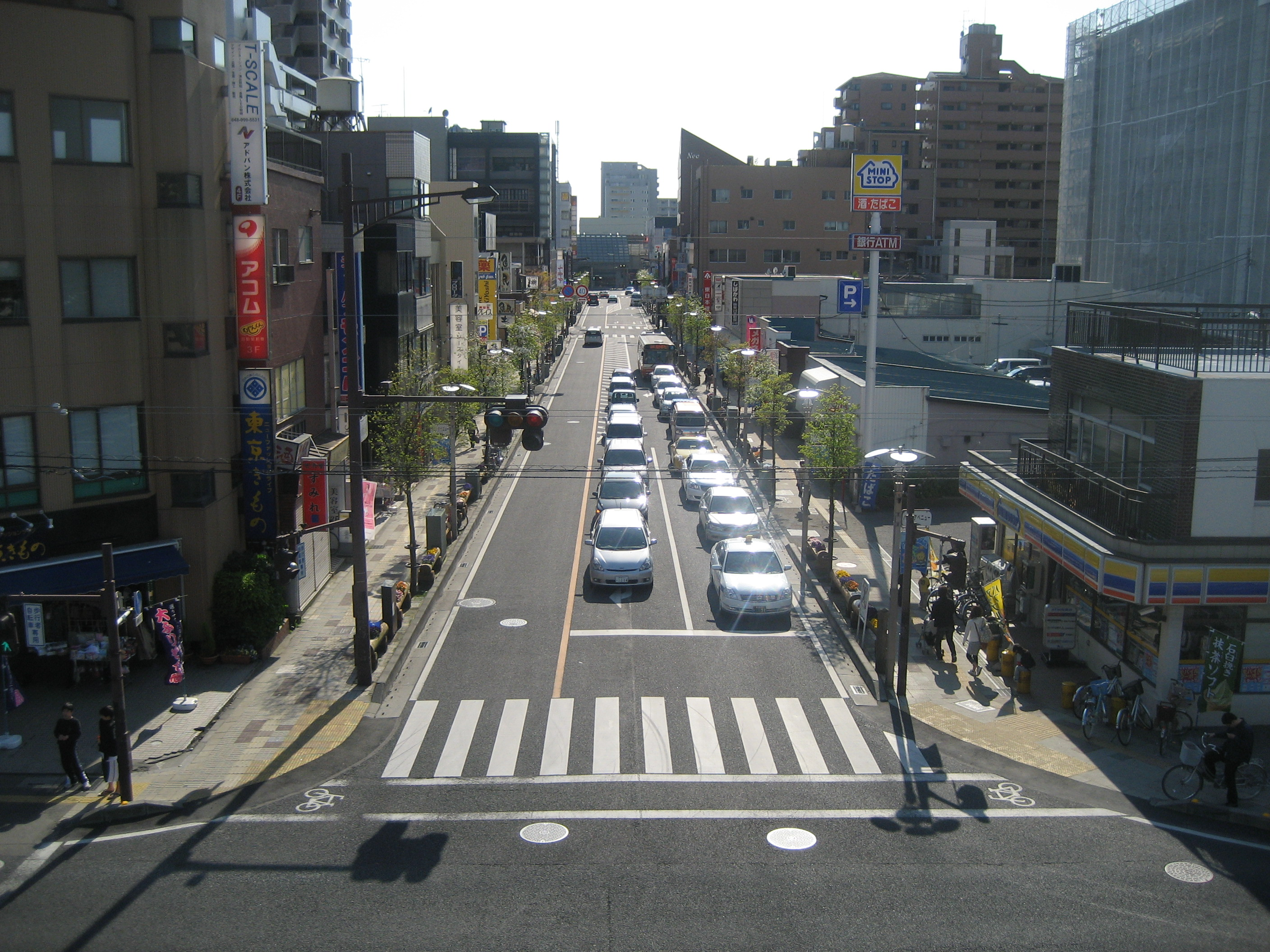
獨協大学前駅東入口交差点付近

埼玉県道403号獨協大学前停車場線（さいたまけんどう403ごう どっきょうだいがくまえていしゃじょうせん）は、埼玉県草加市内に設定されている一般県道である。

## 路線概要
東武伊勢崎線獨協大学前駅より、終点の草加市獨協大学前駅（東）入口交差点までの総延長239mの道路である。距離は短いが、同駅と草加市北東部の埼玉県道49号足立越谷線や産業道路（埼玉県道115号越谷八潮線）沿線、さらに八潮市北部方面とのアクセス道路である。なお、駅名になった松原団地（獨協大学前駅の旧名が松原団地駅）や獨協大学は当路線沿線ではなく、同駅の反対側・西口方面に所在する。
旧称は、松原団地停車場線で、松原団地駅が2017年4月1日に獨協大学前駅に変更したのに合わせ、同5月2日付で現在の路線名に変更した。
- 起点：埼玉県草加市栄町（獨協大学前駅東口）
- 終点：埼玉県草加市栄町（獨協大学前駅（東）入口交差点）
- 総延長：239m

## 通過する自治体
- 埼玉県
  - 草加市

## 接続・交差する道路
- 埼玉県道49号足立越谷線（日光街道）・松原文化通 - 獨協大学前駅（東）入口交差点

## 沿道の主な施設
- 東武伊勢崎線（東武スカイツリーライン）獨協大学前駅
- 武蔵野銀行松原支店
- マツモトキヨシ松原団地店
- 東日本銀行松原支店
- 草加松原遊歩道、百代橋
- 草加市文化会館